# 班宏
班 宏（はん こう、720年 - 792年）は、唐代の官僚。本貫は衛州汲県。

## 経歴
秘書監の班景倩の子として生まれた。若くして進士に及第し、右司御冑曹参軍に任じられた。のちに薛景先の下で鳳翔掌書記となり、さらに高適の下で剣南観察判官をつとめた。大理寺司直に任じられ、監察御史を兼ねた。青城山の張安居の宗教反乱が摘発されると、張安居は多くの大将を誣告して審理を引き延ばし、死刑を遅らせようとした。班宏は迅速に審理して張安居を処刑し、人心を安堵させた。郭英乂が西川節度使となると、班宏はその推薦により秘書郎となり、雒県県令を兼ねた。病のため免官された。大暦3年（768年）、起居舎人に転じた。ほどなく理匭使を兼ね、四度異動して給事中となった。
建中2年（781年）、成徳軍節度使の李宝臣が死去すると、子の李惟岳はその死を隠して節度使の位を求めた。班宏は徳宗の命を受けて李宝臣の「病」を見舞い、李惟岳をさとした。李惟岳は班宏に賄賂を贈ろうとしたが、班宏は受け取らなかった。帰朝して報告すると、徳宗の意にかない、刑部侍郎に転じ、校内外官考使を兼ねた。建中4年（783年）、吏部侍郎に任じられ、吐蕃会盟使李揆の副使をつとめた。
貞元2年（786年）、班宏は戸部侍郎に転じ、度支使韓滉の副使をつとめた。貞元5年（789年）、戸部尚書に進み、度支使竇参の副使をつとめた。貞元8年（792年）3月、判度支を兼ねた。7月、死去した。享年は73。尚書右僕射の位を追贈された。諡は敬といった。

## 伝記資料
- 『旧唐書』巻123 列伝第73
- 『新唐書』巻149 列伝第74